# تاريخ الكويت الاقتصادي

الموانئ في الكويت قديما

يتميز التاريخ الاقتصادي للكويت بمرحلتين هامتين الأولى تبدأ مع تأسيس مدينة الكويت كمدينة تجارية على الخليج العربي فيما تبدأ المرحلة الثانية مع اكتشاف النفط والبدء في تصديره، كانت الكويت قد احتلت قبل ظهور النفط مكانة اقتصادية هامة كميناء تجاري الأمر الذي ساهم في تمكين الكويت من لعب دور هام في التجارة الإقليمية سواء في الجزيرة العربية أو في موانئ الخليج العربي الأخرى. ولكن قبل ذلك كان طبيعة الانتاج الذي اعتمد عليه المؤسسون الأوائل للكويت يقوم على موردين اثنين هما: صيد الأسماك وجمع اللؤلؤ، وما ينتج عنهما من نشاط وتسويق تجاري وتصدير خارج الكويت، حتى طرأ تغيير جديد في القرن ال18 في شمال شرق الجزيرة العربية لم يكن في الحسبان، وهو بروز الكويت ليكون أحد المواقع التجارية والاقتصادية الهامة في شمال الخليج العربي في الوقت الذي نشطت فيه التجارة الدولية في الخليج.

## مركز الطرق التجارية
كانت للتجارة طريقين قديمين أحدهما بري والآخر بحري، فكانت سفن العتوب والعمانيين هي التي تحتكر حمل البضائع في الخليج العربي إلى نهاية القرن 18‏. وكانت سفن الكويت ترسو في موانئ عمان مثل مسقط وصحار وخورفكان إضافة إلى بندر عباس والبصرة. كما تمكنت في الربع الأخير من القرن 18 من الإبحار إلى موانئ الهند مباشرة، والوصول إلى الموانئ الحضرمية واليمنية خاصة الشحر والمخا لنقل القهوة إلى الخليج العربي. كما كانت الكويت تصدر الخيول العربية من شمال الجزيرة وخاصة مناطق شمر إلى الهند وتستورد منها الأقمشة والأرز والسكر والخشب والتوابل. وقد امتلكت الكويت في نهاية القرن 18 عدد خمسة عشر سفينة ذات حمولة 100-450 طن، وعشرين سفينة صغيرة ذات حمولة 50-120 طنا، بالإضافة إلى 150 سفينة أخرى حمولتها بين 15 و 150 طنا.
واستفادت أيضا من استخدام شركة الهند البريطانية للكويت كمركز لبريدها سنة 1793 ولعامين، مما جعلها محطة للقوافل البرية إلى بغداد وحلب. وكانت المسافة من الكويت إلى بغداد تقطع في 30 يوما وإلى حلب في 80 يوما، وقد كان العديد من التجار ينقلون بضائعهم إلى بغداد وحلب عن طريق الكويت ليتفادوا دفع الرسوم الباهضة في البصرة. وتعتبر قوافل الصحراء الوسيلة الثانية لنقل البضائع من ميناء الكويت إلى مناطق بعيدة. وكانت القوافل تكون في العادة من تجار يستأجرون عددًا من الجمال والبغال والحمير من شيوخ القبائل وجعلوا هذه القوافل وإعدادها مهنة لهم، واعتادوا أن يصحبوها من البلد الذي تخرج منه حتى بلوغ نهاية مطافها، وكان شيوخ القبائل التي تمر القوافل عبر أراضيهم يأخذوا من التجار قدرًا محددًا من المال لقاء الخدمات التي يقدمونها لهم خلال عبورهم أراضيهم. وتشمل دفع بعض العوائد لشيخ القبيلة وكذلك أجر رفقاء القافلة لحراستها، إضافة إلى أجرة الجمال، وعلى الرغم من أن أجرة الجمل كانت محل مساومة في الغالب، وتتراوح ما بين 35 و 50 قرشًا عثمانيًا وذلك ما بين الكويت أو البصرة وحلب. ويعود هذا الاختلاف في الأجرة إلى نوع البضائع التي يحملها الجمل، حيث حمله المعتاد هو 500 رطل إنجليزي، وكان أصحاب القوافل يأخذون معهم الضرائب لقبائل الطريق مثل 130 روبية هندية لحمل بضائع مثل المنسوجات، و90 روبية للحمل من البهارات وما شابهها.
ويختلف عدد الجمال التي تحمل البضائع من قافلة إلى أخرى، وتتوقف زيادة القافلة أو نقصانها على الأحوال التجارية في حلب والبصرة وبغداد وغيرها من المراكز التجارية الأخرى في المنطقة. وقدر بليستد عدد الجمال في القافلة التي سافر معها من البصرة إلى حلب ب 2000 جمل عند تحرك القافلة، وكانت بحراسة 150 مسلحًا، ولم تكن جميع تلك الجمال محملة بل كان منها سيباع في أسواق حلب، وفي منتصف الطريق انضمت إليهم قافلة بغداد المؤلفة من 3000 جمل وبهذا صار مجموع القافلة 5000. أما القافلة التي كان أيفز يزمع السفر معها من الكويت إلى حلب سنة 1758 فكان عدد جمالها حوالي 5000 وتحت حراسة ألف رجل.
يقول الكابتن ويلسون:«إن الجانب الأكبر من التجارة الهندية التي كانت تمر بالبصرة وبغداد ثم حلب واسطنبول قد جرى تحويلها لتمر بالكويت أولا، وقد بدت مدينة الكويت سنة 1790م على أكثر ما يكون الازدهار، وفوق ذلك فإن العتوب نجحوا في تنظيم خطوط طويلة للنقل التجاري بين الهند وأجزاء متفرقة من الجزيرة العربية ومسقط والزبير والقطيف»

## الاقتصاد المحلي في القرنين ال18 و ال19
في سنة 1790م بدأت الكويت تأخذ نصيبها من الرخاء التجاري الذي جلبه فتح البحرين على يد آل خليفة سنة 1783، وعلى قبيلة العتوب كلها لاشتغالهم في تجارة النقل واستيراد البضائع من مسقط والزبارة والقطيف والبحرين وفرض الضريبة على البضائع المستوردة بنسبة 1% فقط. ثم جاء انتقال مكتب الوكالة الإنجليزية من البصرة إلى الكويت يوم 30 أبريل 1793 بعد مشاكل مع السلطات التركية لينعش الأوضاع الاقتصادية في الكويت.
ذكر لوريمر أنه في سنة 1820م كانت الكويت تعتمد في مواردها المائية على جزيرة فيلكا. وفي سنة 1839 زار فيلكس جونز ميناء الكويت وجزيرة فيلكا، وكتب أن فواكه أهلها تتألف مـن «البطيخ الذي ينبت عندهم، ومن التمر والحمضيات والرمان والشمام، وهذه يحصلون عليها من بوشهر والبصرة»، وأنهم يشترون الحنطة والشعير والذرة التي يحصلون عليها من البصرة والهند، والأرز مـن منجلور الهندية. وأضاف أن أهالي الكويت كانوا يحصلون على ألواح خشـب الساج الذي يستخدم في بناء السفن من بومباي، ونوع آخر من الخشب الصلب الذي يستخدمونه كدعائم وسنادات من مسقط. وبخصوص اللحوم كان أهالي الكويت يشترون الماشية والدواجن من البدو المقيمين بالقرب من أطراف المدينة والخراف من القبائل التي أتت للتجارة في سوق الكويت، وحسب تقدير فيلكس جونز يصل سعر الخروف إلى دولار أمريكي واحد في موسم التجارة ويرتفع إلى دولارين عندما يقل المعروض من الخراف. 
ذكر بيلي في تقريره سنة 1863 أن الكويت استوردت الأقمشـة والأرز والقهوة والبهارات وخشب الساج من ملبار وبومباي وأنها صدَّرت الصوف بقيمة 40000 روبية والتمور بقيمة 60000 روبية وبضائع أُخرى بحوالي 40000 روبية. والأرجح أن تلك الأرقام التي أوردها بيلي تضمنت جزءًا كبيرًا من تجارة إعادة التصدير. ورسم صورة للكويت فقال عنها: «تلك المدينة النظيفة النشطة ذات سوق رئيسي كبير». وقدر عدد سكانها بحوالي 20,000 نسمة وعدد مقاتليها بحوالي 6,000 مقاتل. ويرى أن بحارتها وعددهم يقرب من 4,000 بحار لهم سمعة طيبة، وامتازوا بنقل البضائع المختلفة حتى غدت الكويت من أنشط موانئ الخليج. وذكر أيضا أنهم يستوردون الخيل من قبائل نجد وخصوصا قبيلتي شمر وعنزة ويصدرونها إلى بومباي، وذكر أيضا أنهم يتعاملون بالتجارة مع قبيلة الظفير الذين يقيمون خيامهم حول الأسوار ويجتمعون صباحا عند البوابة الرئيسية لبيع ماعندهم، ولم يكن يسمح للبدو دخول المدينة مسلحين بل يتركون أسلحتهم عند البوابة ويدخلون ساعة ما يشاؤون. ويكون الشيخ هناك يوميًا ليراقب مجريات الأمور. ويحتفظ أميرها بعلاقات طيبة مع الأمير فيصل آل سعود ولكن لايدفع له زكاة ولا يتبعه بحال. فتبعية الكويت في تلك الفترة كانت للدولة العثمانية، وكان الأمير فيصل ينأى عن كل ما يريب العثمانيين منه. والعملات المتداولة هي دولار ماريا تريزا وقران الفارسي والقرش التركي النحاسي، ويمكن رؤية بعض الجنيهات الإنجليزية.

### اللؤلؤ وتجارته
شكل الغوص على اللؤلؤ والمرجان أحد أهم مظاهر النشاط الاقتصادي للكويت، إن لم يكن اهمها على الاطلاق خلال الفترة المبكرة من استقرار العتوب، وكان أحد أسباب الرخاء الاقتصادي لهم في الكويت. فقد وصل عدد قوارب الكويتيين العاملة في مجال الغوص على اللؤلؤ سنة 1765م حوالي 800 سفينة. وقد اعتادوا على الابحار جنوبًا في الخليج العربي طلبًا لمغاصات اللؤلؤ القريبة من سواحل بني خالد في اتجاه البحرين، وامتدت مغاصات اللؤلؤ من الكويت حتى ساحل عمان، وإن كان أفضلها الموجود حول جزر البحرين. وعملوا على تنشيط عمليات الغوص على اللؤلؤ وتسويقه، وكانت الهند هي السوق الرئيسي لتجارة اللؤلؤ، حيث يتم تصنيفها وإعدادها للتصدير إلى الأسواق الأوروبية، وكان جزء منها يعاد تصديره إلى بغداد خاصة اللآلئ البيضاء.
ويسمى المشتغل بتجارة اللؤلؤ ب«الطواش»، وفي بدايات القرن التاسع عشر اشتهر الشيخ أحمد بن رزق بتجارته باللؤلؤ، ومن بعده أتى علي بن موسى العصفور ثم هلال المطيري الذي بلغت ثروته ماينوف على سبعة ملايين روبية، ثم حسين وشملان أبناء علي بن سيف، وآل خالد الخضير وابراهيم ابن مضف  وغيرهم الكثير.

### تجارة الخيول
ازدهرت تجارة الخيول في الكويت إلى الهند في بداية القرن 19 بسبب الحروب الإستعمارية التي شنتها بريطانيا ضد سلطنة مغول الهند، فاستخدموا تلك الخيول في توسعهم شمال الهند حتى سيطروا على الهند سيطرة كاملة. وكانت مجموع ماصدر من الخيول العربية من البصرة والكويت إلى بومباي ومدراس وكلكتا في سنة 1816 هو 1500 حصان، ويشحن من الخيول مباشرة من الكويت نحو 600 حصان، وثمن الواحد منها 300 روبية، وتكلفة نقله كانت حوالي 200 روبية. أي أن تجارة الخيول في السنة كانت 750,000 روبية. والبغلات هي السفن الشراعية غير البخارية المخصصة لنقل الجياد وتكون عادة من دورين لنقل أكبر عدد منها، وحمولتها كانت 80 و 100 حصان. وعندما وصلت السفن البخارية إلى البصرة أخذ التجار يحملون الخيل إلى البصرة بالسفن ومنها بالبواخر إلى بومبي.
ولتجار الخيول في الكويت وكلاء من قبائل شمر وعنزة وغيرها في نجد، حيث معظم تلك الخيول تأتي من شمال الجزيرة العربية وخاصة من حائل، ويبدأ هؤلاء الوكلاء بجلب الخيول في شهري يوليو وأغسطس إلى الكويت عن طريق البر من بادية السماوة. وجاء في تقرير الكولونيل بلي المقيم السياسي البريطاني في الخليج العربي بتاريخ 3-3-1863 عندما كان في الجهرة ورأى المكان الذي كانت تجمع فيه الخيول الأصيلة، ثم بعدها ترسل من الجهرة إلى بومباي عن طريق ميناء الكويت. ومن أشهر من اشتغل بتلك التجارة في تلك الفترة هما يوسف البدر ويوسف الصبيح، ومن بعدهم علي العامر ومحمد بن فيد ومحمد المديرس وأحمد العدواني وسليمان الجاسم وغيرهم. وحقق التجار والبحارة الكويتيون أرباحا طائلة من تصدير الخيول العربية إلى الهند، إذ بلغت قيمة الصادرات من هذه السلعة مايزيد عن 750 ألف روبية سنويًا، أي ما بعادل نفس الدخل من تصدير اللؤلؤ.

## الأسطول البحري في القرن 19
لم يكن نقل التجارة حكر على السفن البريطانية، إنما ساهمت سفن عرب شرق الجزيرة العربية في نقل البضائع من الهند إلى بلدانهم، وكان حظ الكويت وفيرًا حيث يقول بكنجهام سنة 1816 بأن عدد السفن الكويتية التي تعمل في نقل التجارة نحو مئة سفينة مابين صغيرة وكبيرة. وذكر لوريمر أن واردات الكويت في سنة 1820 كانت حوالي 500,000 روبية وصادراتها حوالي 100,000. وفي سنة 1831 فرض شيخها ضريبة قدرها 2% على كل الواردات. ثم يقول بروكس بعدها في تقرير له سنة 1829:«بأن الكويت بلد هام نظرًا لما يمتاز به سكانها من حب الملاحة، ولها تجارة عظيمة خاصة بها دون سواها، ذلك بأنها تزود المناطق البعيدة عن الساحل مثل نجد وجبل شمر بالحنطة والقهوة ومنتجات الهند»، وازدهرت التجارة البحرية في عهد الشيخ جابر بن عبد الله ازدهارا كبيرا، وتولى صناع السفن بناء السفن الكبيرة من طراز البغلة وبتيل. فامتلكت الكويت 15 مركبًا كبيرًا من طراز البغلات والداوات ممن يتراوح حمولتها مابين 100 طن إلى 400 طن، كما امتلكت 20 بتيل وبغلة تتراوح حمولة الواحدة منها مابين 50 و 120 طنًا، وامتلكت أيضًا مئة وخمسين مركبًا تجاريًا تتراوح حمولة إحداهما مابين خمسة عشر طنًا إلى مئة وخمسين طنًا، وتعمل تلك السفن في مياه الخليج والبحر الأحمر وسواحل الهند واليمن، وامتنعت من التوقف في ميناء مسقط كي لا تدفع الرسوم الباهضة التي فرضتها السلطات العمانية. وكانت واردات الكويت هي بضائع هندية مختلفة مثل الأقمشة والأرز والسكر والخشب والبهارات والقطن، كما تستورد الكويت القهوة وبعض المنتجات الزراعية من اليمن والدخان والفواكه المجففة من إيران والحنطة والتمور من البصرة.
وتزايدت أهمية الكويت مع مطلع التسعينات من القرن الـ 19، فاتسعت علاقاتها التجارية مع مومباي وموانئ ساحل الهند الغربي الأخرى، ومع بوشهر والبصرة اتساعًا مطردًا مع كل عام، فكانت عمليات استيراد وتصدير القهوة والتوابل والمنسوجات والسجاد تمر عبر ميناء الكويت الذي تحول إلى ميناء رئيسي لشرقي الجزيرة العربية. وقدر الباحثون أن أسطول الكويت التجاري شغل المرتبة الثانية بعد الأسطول مسقط في الخليج العربي، ونشطت السفن الكويتية في التجارة العابرة أو مايسمى «الترانزيت»، فكانت تنقل السلع والبضائع من البحرين والزبارة إلى الكويت تمهيدا لنقلها عبر القوافل البرية، وكانوا لا يذهبون إلى ميناء البصرة تجنبا لدفع الرسوم العالية التي فرضتها السلطات العثمانية.

## الأسواق التجارية
احتوت مدينة الكويت على العديد من الأسواق الشهيرة والمكتظة بالتجار والمشترين، منها:
- سوق الغربللي: ويعد من أقدم الأسواق الكويتية وأشهرها، وجاء اسمه نسبة إلى محلات الغربللي الموجودة بالسوق.[25] وهو سوق مسقوف وكان قديما يتم فيه بيع بيض الدجاج، ويضم سوق الغربللي عدد من الأسواق المتفرعة مثل: (سوق السلاح، سوق الزل لبيع السجاد، سوق البشوت لبيع العباءات وغيرها...) وهي أسواق صغيرة تضم عدد من المحلات المختصة ببيع نوع محدد من أنواع السلع.
- سوق التجار: وهو السوق الرئيسي في مدينة الكويت، حيث كانت تباع به المواد الغذائية الأساسية مثل (التمور والتوابل والأرز والحنطة والبقول والحبوب بأنواعها)، كما كانت تباع بضائع الجملة للتجار.
- سوق المناخ: وكان يقع بالقرب من قهوة بو ناشي أشهر مقاهي الكويت ، وهو نفس المكان الذي تم تشييد سوق المناخ الشهير عليه بعد ذلك. وكان في السابق عبارة عن ساحة صغيرة لاستراحة الإبل والجمال والماشية الآتية من صحراء الجزيرة العربية وبادية الكويت. وقد جاءت تسمية هذه السوق من إناخة الجِمال واستراحتها في هذه الساحة.
- ساحة الصفاة: وهي ساحة كبيرة كانت تعتبر مركزاً للتبادل التجاري والمقايضة بين سكان المدينة وسكان البادية، حيث كان يأتي سكان البادية ببضائعهم المتعددة مثل: الصوف، جلود الأغنام والجمال، منتجات الألبان، الدهن العداني والجراد.
- الفرضة: وهي ساحة خاصة لبيع الخضروات والمحاصيل الزراعية والأسماك واللحوم قريبة من البحر. كما كانت أيضا ميناء لوقوف السفن المحملة بالمواد الغذائية القادمة من العراق وإيران.[24]
- سوق واجف وسوق الحريم: ويعد أيضاً من أشهر الأسواق الشعبية في دولة الكويت، وجاءت تسميته «واجف» من كلمة واقف أو وقوف وذلك بسبب وقوف الناس في السوق طوال الوقت سواء البائعين أو المشترين. أما اسم سوق الحريم فأتى من الغالبية العظمى التي تشكلها النساء البائعات في السوق وبسبب نوعية البضائع التي تكون بالغالب خاصة بالنساء مثل الأزياء الشعبية ومواد التجميل وغيرها.
- سوق بن دعيج: وهو أحد أشهر الأسواق في الكويت وأكثرها رقيًا آنذاك، وكانت تباع فيه جميع أنواع البضائع من ملابس وأقمشة وحلويات وأواني وغالبية المواد الاستهلاكية بشكل عام.

يوجد عدد من الأسواق المتنوعة والمتخصصة في مجال معين شيدت في بدايات القرن العشرين، مثل: سوق الصراريف، سوق الخراريز، سوق الطيور، سوق الطحين، سوق الساعات، سوق الجت، سوق التمر، سوق الطراريح، سوق اللحم، سوق السمك، سوق الشعير، سوق البيبان، سوق الخبابيز، سوق البوالطو (الجاكيت)، سوق المقاصيص، سوق المفاتيح، سوق الفحم، سوق الصناديق.. إلخ 

## العملة

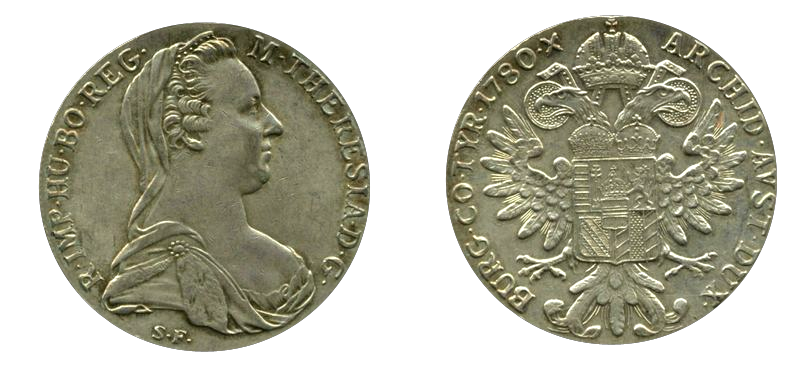
الريال النمساوي

مر في تاريخ دولة الكويت عدد من العملات الأجنبية التي تم تداولها خلال فترات متقطعة ومتفرقة وذلك قبل إصدار العملة الرسمية الكويتية سنة 1960.
من أهم العملات التي تم تداولها في الكويت الروبية الهندية التي كانت تهيمن على العملات محلياً منذ الحرب العالمية الأولى وحتى إصدار أول عملة رسمية كويتية، وذلك بسبب العلاقة التجارية بين الهند والكويت بالإضافة لقوة الروبية آنذاك. كما تم تداول عملات عديدة أخرى قبل ذلك، لاسيما: الليرة الذهبية العثمانية، الجنيه الإنجليزي الذهبي، والريال النمساوي (ماريا تيريزا) الذي كان يطلق عليه محلياً اسم الريال الفرنسي.

### الدينار الكويتي

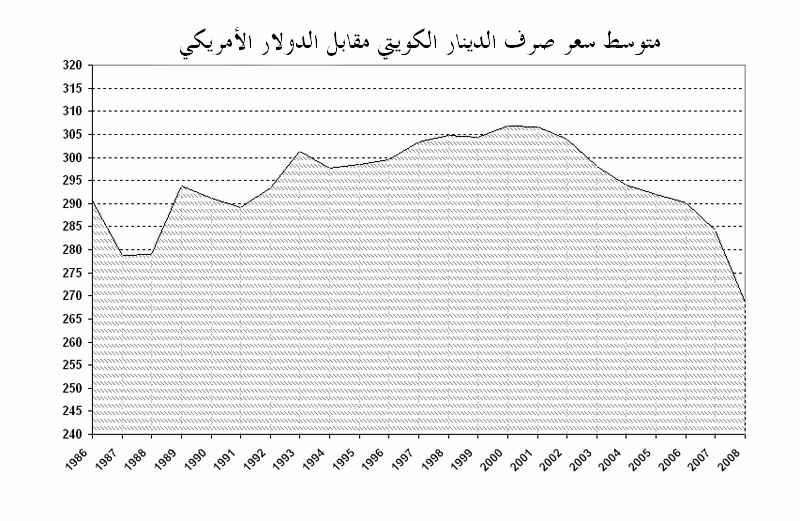
متوسط سعر صرف الدينار الكويتي مقابل الدولار الأمريكي (فلس)

الدينار الكويتي هو العملة الرسمية لدولة الكويت منذ 1960 خلفاً للروبية الهندية التي كانت مستخدمة. وقد أصدر بنك الكويت المركزي 6 إصدارات للعملة آخرها سنة 2014 وما زالت قيد الاستخدام، وقد تم إصدار أول فئة من فئة العشرين دينار في 9 فبراير 1986.
ينقسم الدينار الكويتي إلى 1000 فلس ويعتبر صاحب أعلى سعر صرف في العالم. تقديراَ ليونيو 2008 يساوي سعر صرف الدينار الكويتي 3.78 دولار أمريكي و2.4 يورو، ويعود سبب قوة سعر صرفه إلى تحديد سعر صرف الدينار الكويتي مقابل دولار الولايات المتحدة على أساس سلة من العملات العالمية الرئيسية التي تعكس العلاقات التجارية والمالية مع دولة الكويت